# Ulleres de daltonisme
Les ulleres de daltonisme o ulleres per a daltònics són unes ulleres dissenyades per millorar la percepció dels colors de les persones daltòniques.
El daltonisme consisteix en un desequilibri en la forma de percebre senyals de llum i es manifesta sobretot en els tons verds i vermells, els quals són vists menys intensament.
Les ulleres de daltonisme filtren de manera selectiva la llum per corregir aquest desequilibri, però en cap cas curen l'anomalia visual ni aconsegueixen una distinció tan precisa com la d'una persona no daltònica. S'ha de tenir en compte que hi ha molts tipus de daltonisme, i les ulleres no afecten a tots els casos per igual.

## Funcionament
La majoria de les deficiències del daltonisme són causades per l'acció anòmala d'unes determinades cèl·lules de la retina: els cons. Hi ha tres grups de cons per detectar els tres colors primaris de la llum, i cada un d'aquests grups és sensible a determinades longituds d'ones: curtes (blau), mitjanes (verd), i llargues (vermell). El daltonisme es produeix quan la sensibilitat d'algun grup de cons es veu alterada, i normalment afecta els cons responsables de la visió del verd i el vermell. Aquests, en lloc de respondre diferenciadament a cada longitud d'ona de la llum, responen de manera molt similar i això fa que els colors se superposin i no siguin percebuts correctament.
Les ulleres de daltonisme bloquegen les longituds d'ona que corresponen a la regió superposada entre el vermell i el verd i, per tant, permeten una distinció molt més gran d'aquests colors. Contenen unes lents dissenyades per filtrar les freqüències que hi ha entre colors, generant un major contrast i reduint la confusió entre ells. S'elimina part de la informació visual per distinguir millor els colors de l'entorn.

## Història

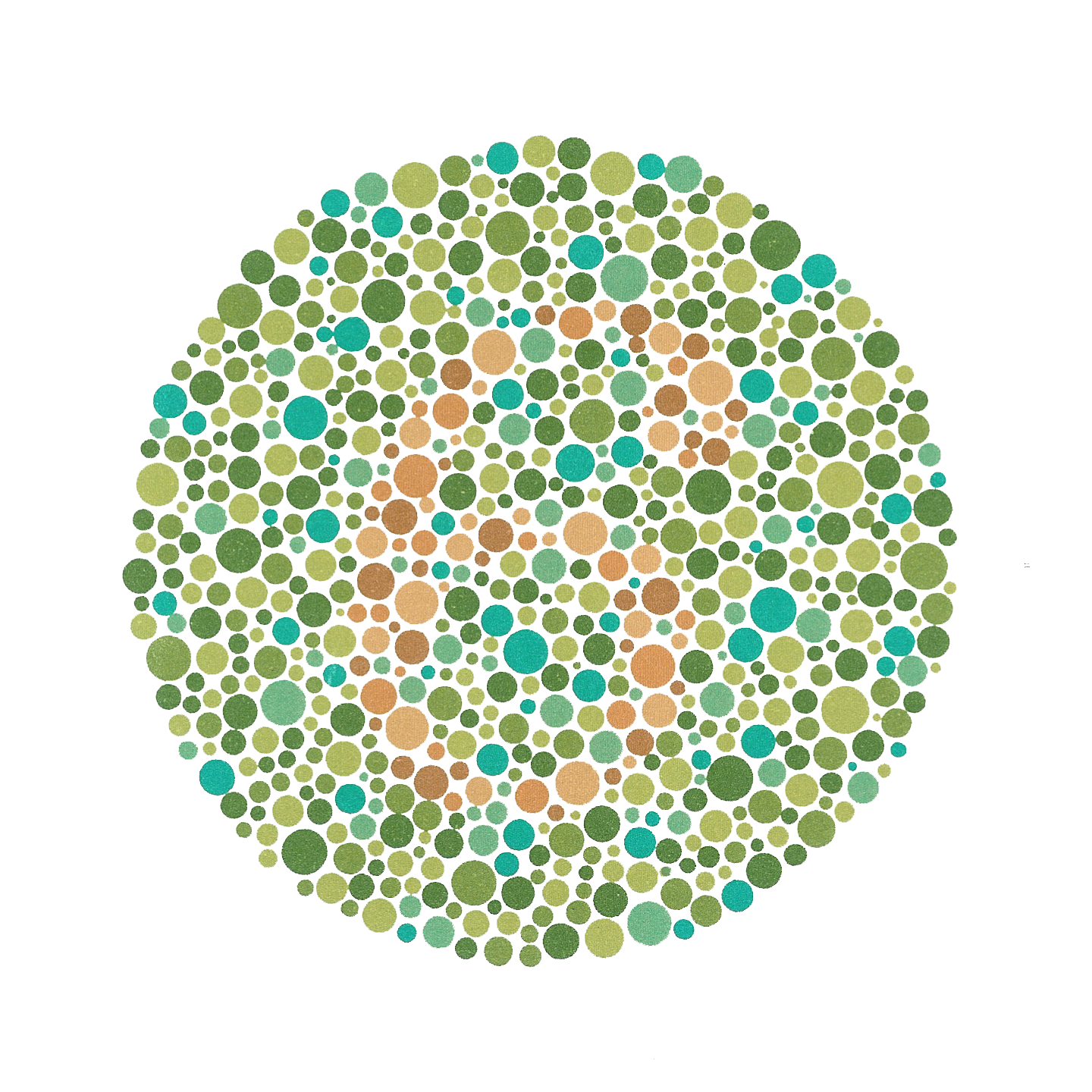
Làmina 11 del test d'Ishihara

El daltonisme és una anomalia visual sense cap complicació, es manté constant als dos ulls i al llarg de tota la vida, potser per això mai ha estat un tema molt estudiat ni investigat a l'hora de buscar una solució. Tot i això, alguns especialistes de la visió han treballat altres aspectes de la malaltia com la seva detecció. Al 1917 es va publicar el test d'Ishihara, consistent en una sèrie de làmines compostes per cercles amb números difícils de distingir o indetectables per les persones daltòniques.
El descobriment d'aquestes ulleres com a ajuda pel daltonisme va ser casualitat. Van ser ideades per Don McPherson amb l'objectiu de protegir i millorar la visió dels cirurgians que treballen amb láser, pero un amic de l'inventor que patia daltonisme se les va emprovar i va poder veure tota una nova gama de colors.
A partir d'aquí són diverses les empreses que han profunditzat en aquest àmbit, tot i que avui en dia encara hi ha certa controvèrsia sobre si aquest tipus d'ulleres funcionen realment o si són una estafa.

## Empreses i models
Actualment hi ha diverses empreses especialitzades en aquest sector. Algunes de les més conegudes són ChromaGen, Colorlite, EnChroma, Pilestone i Vino.
Cada empresa té diferents tipus d'ulleres, ja que la percepció de les ones de llum no és igual en tots els àmbits i edats. Es poden trobar models per interiors, exteriors, especials de sol, i especials per infants.